# Ministero della salute, del benessere e dello sport
Il Ministero della salute, del benessere e dello sport (in olandese: Ministerie van Volksgezondheid, Welzijn en Sport, VWS) è il ministero olandese responsabile per la salute pubblica. Ciò riguarda, tra le altre cose, gli ospedali, le medicine, i costi sanitari e il medico di famiglia. Inoltre, il ministero si prende cura della salute preventiva e della sicurezza alimentare. Anche le questioni relative al benessere, come l'assistenza agli anziani, la politica della gioventù, il lavoro sociale e culturale, la cura delle dipendenze e i servizi sociali sono attribuite a questo dicastero. Inoltre, il Ministero è responsabile per la politica sportiva.

## Storia
Il Ministero è stato creato nel 1982 dall'istituzione precedente del "Ministero del Benessere, della salute pubblica e della cultura" (WVC), una continuazione del "Ministero della Cultura, delle attività ricreative e del lavoro sociale" (Ministerie van Cultuur, Recreatie en Maatschappelijk, CRM) e del "Ministero della salute pubblica e dell'igiene ambientale" (Volksgezondheid en Milieuhygiëne, Vomil).
Nel 1994, il campo della politica culturale è stato trasferito al "Ministero dell'Istruzione, della cultura e della scienza" (Ministerie van Onderwijs, Cultuur en Wetenschap), così, arrivando fino al nome attuale. La sede si trova insieme al Ministero degli affari sociali e del lavoro (Ministerie van Sociale Zaken en Werkgelegenheid) nell'edificio della Castilia a L'Aia. Fino al 1998 si trovava nell'edificio degli uffici chiamato "Hoogvoorde" a Rijswijk.

## Organizzazione
Dal 26 ottobre 2017, il ministro responsabile della VWS è Hugo de Jonge (CDA). Ha sostituito Edith Schippers (VVD). Il segretario di stato responsabile è dal 2017 Paul Blokhuis (CU) che succede a Martin van Rijn (PvdA).
Il Ministero della Salute, del benessere e dello sport ha diverse suddivisioni:
- Istituto nazionale per la salute pubblica e l'ambiente
- Ispezione per l'assistenza sanitaria
- Collegio per la valutazione dei medicinali
- Punto centrale di informazioni sulle professioni sanitarie CIBG
- Istituto dei vaccini olandesi